# 明星化工
明星化工，前身可以追溯至1929年前周邦俊醫師的上海中西藥局、1929年周文璣女士所創辦的上海明星香水肥皂廠。全名是明星化工股份有限公司，現在的公司是在1946年上海明星化工在臺北的辦事處進行重建的公司，一直到現在。

## 上海時期歷史
1907年，上海中西藥局老闆周邦俊醫師，以酒精、玫瑰、茉莉花等植物性花萃取香精調配而成。
1929年，周文璣女士接手其父事業並創辦了「明星香水肥皂廠」，對日抗戰勝利後，公司與工廠員工一度達數千人，著名商品明星花露水(以酒精加上玫瑰、茉莉等花香精調配而成。)在滬的產量超過一千萬瓶，並曾在上海證券交易市場掛牌上市，並改名為明星香水肥皂廠股份有限公司。
後因大陸易幟，明星香水肥皂廠被新中國政府接管後實行公私合營，後更名為上海明星家用化學品製造廠。周家財產被中共接管。
1949年，周文璣以結束香港倉庫為由，帶著配方輾轉逃到香港，而後再到臺灣。

## 在台灣的歷史
1951年，周文璣與早先到臺北市設立分公司的錢一清、張明湧、張廷玉、謝兆裕等人決定重新開始，於是成立「明星化工股份有限公司」，生產花露水與爽身粉，一推出後隨即風靡全臺。在1960至1970年代，成為當時女性的必備品。
1978年，明星化工將公司及廠房遷移至臺北縣土城鄉中山路。
1998年，周文璣逝世，張明湧、周環璋夫婦接任明星化工董事長與總經理。
2019年3月，明星化工宣布暫時停產，並正式授權給新加坡商森晨貿易有限公司接手經營，2019年12月25日在耶誕節重新恢復生產，目前每日產能高達6000瓶。
2020年1月18日，森晨貿易在高雄舉辦「明星花露水風華再現」紀念禮盒首發場，限量1000組，吸引大批民眾們到場搶購。明星化工與森晨貿易總經理郭超表示，未來明星花露水將在美華泰流行生活館、高雄大樂百貨、一般傳統雜貨店等通路上市，與國內大型各量販通路業者也正在洽談中，目前海外市場也將積極開拓，並將打造更多年輕多樣化商品，讓更多人了解明星花露水魅力所在。